# 手帕口道口
39°53′27″N 116°20′12″E / 39.8909°N 116.3366°E

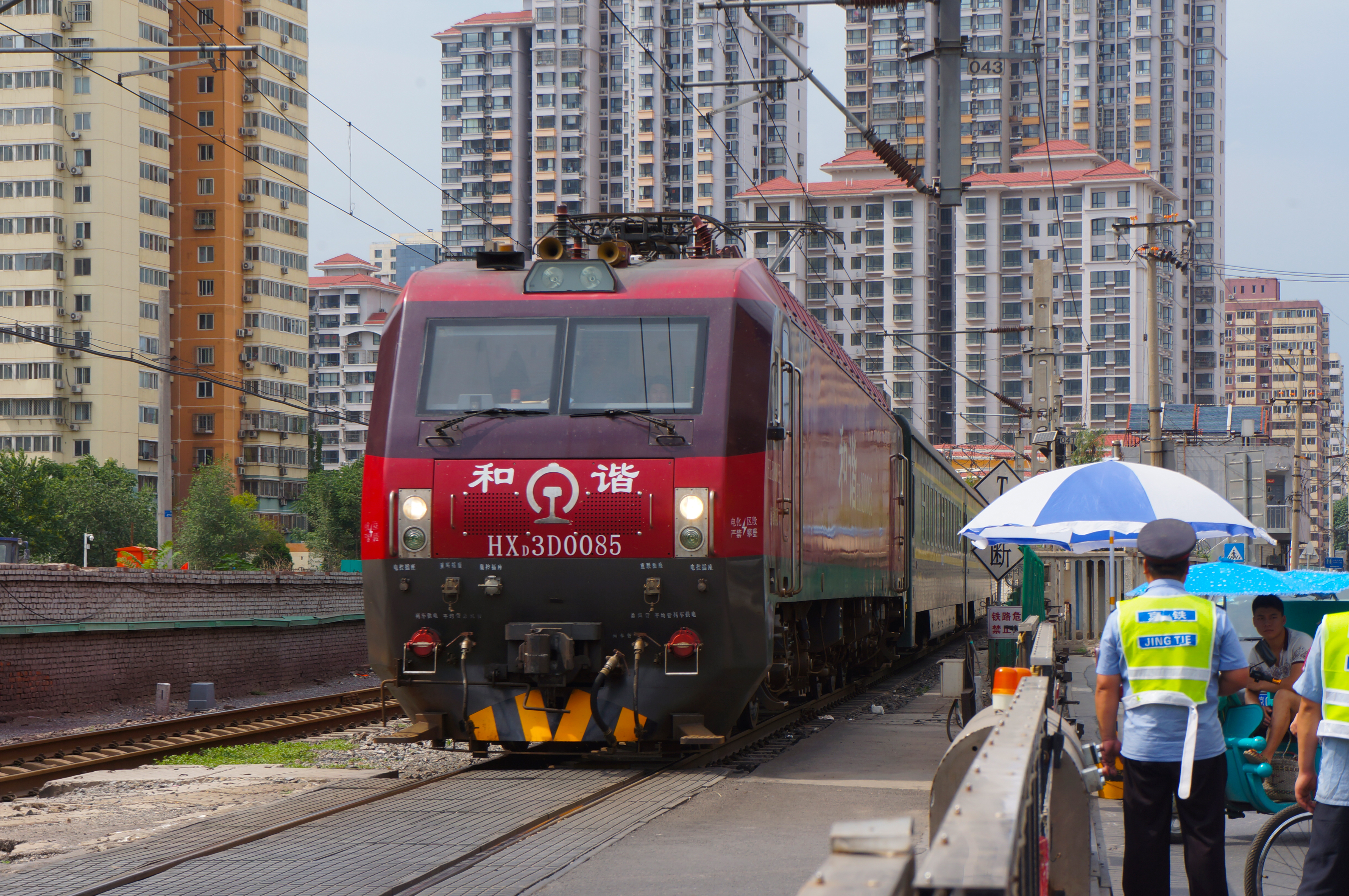
2016年6月，Z59次列车通过手帕口道口

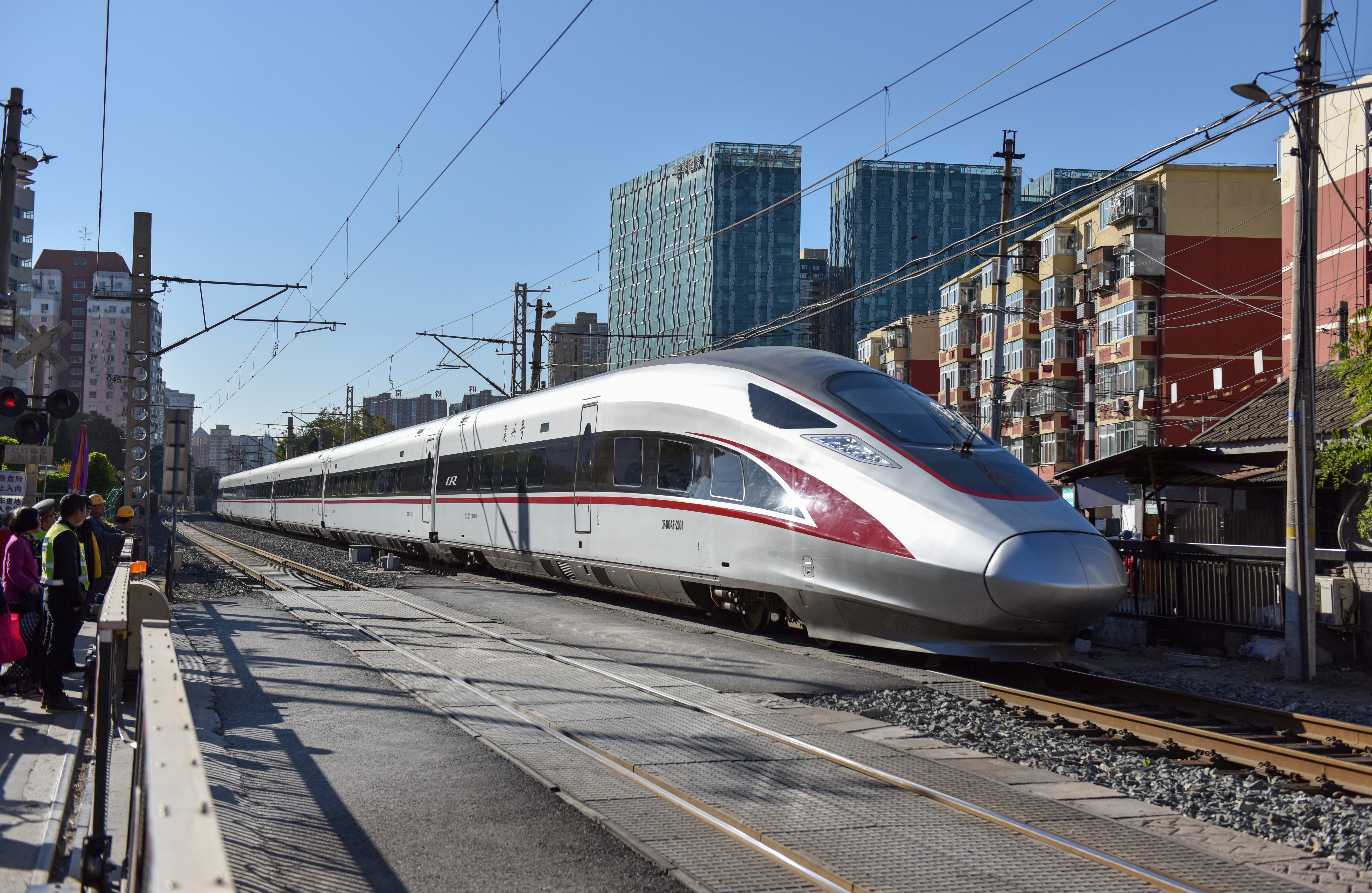
2017年11月，一列复兴号CR400AF型电力动车组由北京动车段出库，通过手帕口道口前往北京西站

手帕口道口（铁路系统内的正式名称为农服所道口），是中国北京市西城区曾存在的一处平交道口。这个平交道口位于铁路京九线的北京西站与广安门站间2公里124米处，铁路与小马厂路－天宁寺北街（东西向）和手帕口北街（南北向）交汇处。这个平交道口既是京九线进出北京西站的必经之路，同时又是道路十字路口，因此交通十分繁忙。2007年第六次大提速后，道口早间和晚间高峰期连续数小时禁止通行，而其他时段道口也经常关闭，使得附近的交通拥堵十分严重。
通过手帕口道口的铁路最早是京张铁路广安门站和京汉铁路西便门站间的联络线。1950年代，广安门站向北至西直门站的铁路以及京汉铁路前门至西便门的铁路相继拆除，此处的铁路变为仅用于专用线运输。1996年北京西站建成，此处铁路成为进出北京西站的通道。道口的位置原有一个农民服务所，因此道口名为“农服所道口”。随着城市发展，周边建成了大量居民楼，而农服所也随之消失，因此道口也改以附近地名“手帕口”为名。

## 平改立

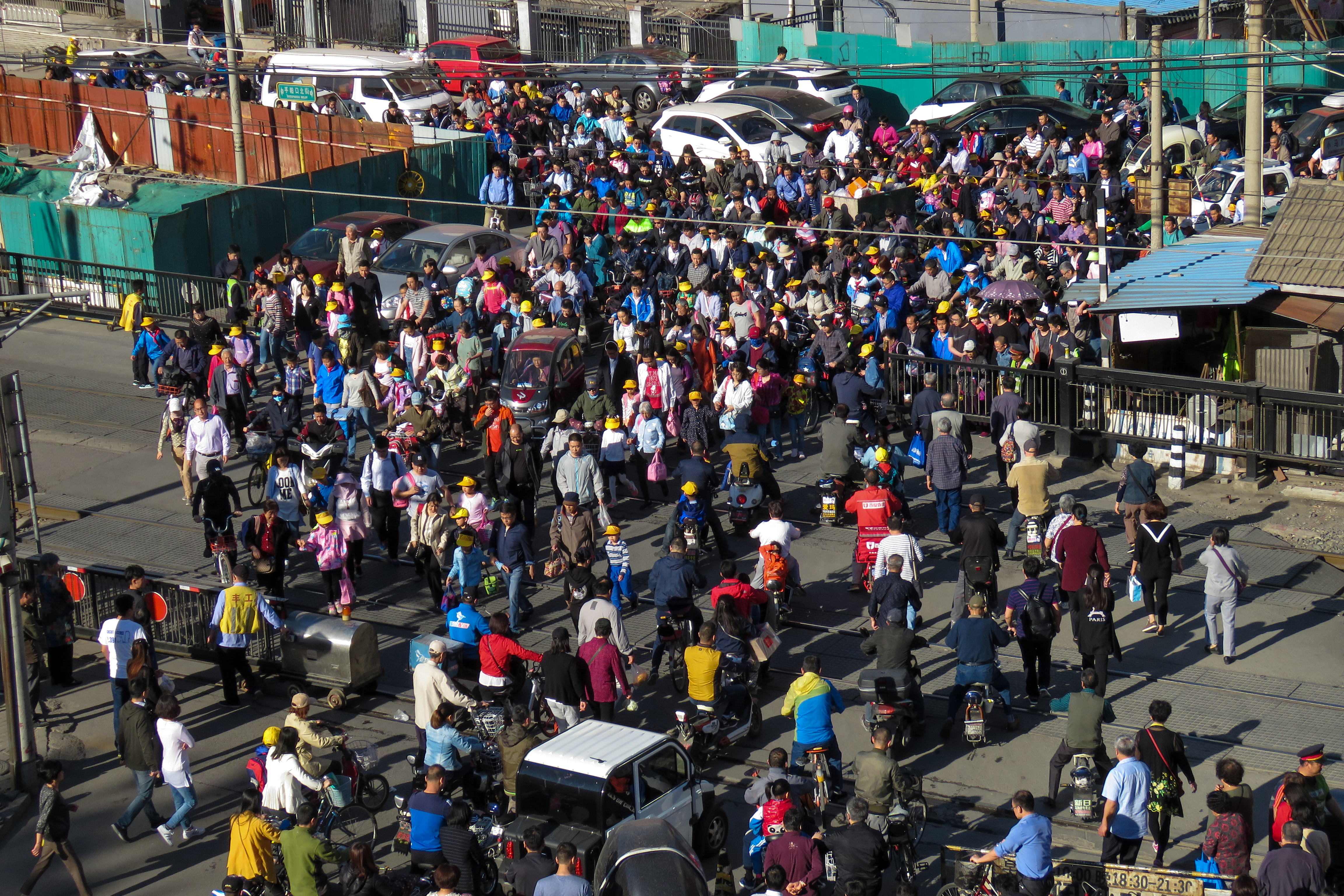
2018年5月2日早间通过道口的行人

虽然1996年铁路部门就已经对手帕口道口“平改立”工程立项，但是由于附近环境和地下管线复杂，工程一直未能开始。2006年“平改立”规划方案获得北京市规划委员会批复，2007年进场施工。但由于环境影响、拆迁以及地下管线等原因，施工很快被迫停止。2011年，经过新增隔音屏等调整后，工程重新获得批复，工程于2014年重新开工，并于2018年建成。
平改立工程在原道口北侧建设一个箱涵立交，使得南北向的手帕口北街斜向由京九铁路东侧下穿至西侧，与小马厂路形成丁字路口。同时，铁路东边的天宁寺北街沿手帕口北街的原有路线连接手帕口北街的北段；并新建一个跨线桥，使得由北边来前往天宁寺北街的车辆无需和手帕口北街车流交叉。在铁路道口南侧还新建了具备无障碍设施的地下人行通道，供行人和自行车通行。
2018年5月7日，手帕口道口封闭，平改立工程进行占道施工；2018年6月15日，平改立工程投入使用，手帕口平交道口正式成为历史。